# باتريك غوردون (كاتب)
باتريك غوردون (بالإنجليزية: Patrick Leopold Gordon of Auchleuchries) هو كاتب بولندي، ولد في 31 مارس 1635 في أبردينشاير في المملكة المتحدة، وتوفي في 29 نوفمبر 1699 في موسكو في روسيا.

## وصلات خارجية
- باتريك غوردون على موقع الموسوعة البريطانية (الإنجليزية)